# Павловский, Михаил Карпович
Михаил Карпович Павловский (1810—1898) — протоиерей русской православной церкви, заслуженный профессор богословия Ришельевского лицея и Новороссийского университета.

## Биография
Родился в 1810 году в Херсонской губернии в семье протоиерея Карпа Стефановича Павловского (1767—1832) — настоятеля соборной Успенской церкви Елисаветграда.
После окончания Киевской духовной академии, где ему была присвоена степень магистра богословия, 4 октября 1833 года был определён законоучителем в Ришельевский лицей. Также, с 20 мая 1834 года по 25 ноября 1838 года он исправлял должность законоучителя и настоятеля церкви при Одесском институте благородных девиц. Был посвящён в священнический сан 26 декабря 1835 года[по какому календарю?].
С 1838 года Павловский был законоучителем в лицейской гимназии (до 10.11.1843), а в лицее 30 сентября был утверждён профессором богословия и настоятелем лицейской церкви. С упразднением в лицее в 1850 году кафедры философии стал преподавать сверх богословия, психологию и логику. Также он преподавал и в других учебных заведениях Одессы. С 1849 года он состоял благочинным над законоучителями в светских учебных заведениях Одессы.
С преобразованием лицея в университет оставался в нём профессором богословия до 1873 года. В августе—ноябре 1868 года исполнял должность ректора Одесской духовной семинарии. Профессор университета А. И. Маркевич вспоминал: 

Я не могу иначе назвать лекции Павловского, как беседами по важнейшим вопросам религиозно-нравственной жизни современной России и Западной Европы. Идя на лекцию профессора Павловского, слушатель не мог себе представить, о чём он услышит речь: может быть, о вновь вышедшем романе Тургенева или о только что учредившемся во Франции благотворительном обществе; одного он мог ожидать, что услышит живую и интересную лекцию.
По оставлении университета состоял кафедральным протоиереем. Однако через полгода, с ухудшением здоровья по прошению был уволен и в качестве заштатного протоиерея причислен к Александро-Невской церкви Новороссийского университета.
Совет университета, в связи с пятидесятилетием служения заслуженного профессора Павловского в священническом сане, 20 декабря 1885 года единогласно избрал его почётным членом Новороссийского университета.
Как проповедник, протоиерей Павловский пользовался в Одессе большой популярностью. «Одесский вестник» писал по поводу публикаций проповедей Павловского:

Спешим сообщить о выходе в свет этой замечательной книги, давно нетерпеливо ожиданной многочисленными почитателями красноречивого её автора. В каждом слове, в каждой речи его, коих собрание доныне вышло в свет... везде вы встретите мысль, над которой не может не остановиться благочестивое внимание слушателя или читателя, и эта мысль обличена всегда живым, часто увлекательным словом, которое невольно заставит каждого вникнуть в неё, войти в самого себя и не пройти мимо увещания даровитого проповедника...

Были изданы его «Слова и речи» (Одесса: тип. Францова и Нитче, 1851. — 364 с.), приветственные речи — в годичных актах Ришельевского лицея за 1834, 1835, 1838 и др.; более 60 речей Павловского по разным случаям было напечатано в «Одесском вестнике», «Херсонских епархиальных ведомостях» (с 1860) и «Записках Новороссийского университета». Под редакцией М. К. Павловского были напечатаны в «Херсонских епархиальных ведомостях» ряд переведённых с французского языка статей.
Генерал-губернатор Новороссийского края М. С. Воронцов доверял Павловскому религиозное воспитание своего сына Семёна Михайловича.
Протоиерей М. К. Павловский был отмечен такими высокими наградами, которыми обычно награждались представители придворного белого духовенства: кроме митры, ордена Св. Анны 1-й степени и Св. Владимира 2-й степени.
За несколько лет до смерти М. К. Павловский полностью потерял зрение. Умер 16 (28) марта 1898 года. Был похоронен на старом одесском кладбище. При Новороссийском университете дочь Павловского учредила стипендию его имени.